# Poecilimon pechevi
Poecilimon pechevi is een rechtvleugelig insect uit de familie sabelsprinkhanen (Tettigoniidae). De wetenschappelijke naam van deze soort is voor het eerst geldig gepubliceerd in 1978 door Andreeva.
1. ↑  (en) Poecilimon pechevi op de IUCN Red List of Threatened Species.